# 2449 Kenos
A 2449 Kenos (ideiglenes jelöléssel 1978 GC) egy marsközeli kisbolygó. William Liller fedezte fel 1978. április 8-án.